# Pedro Álvarez (Tegueste)
Pedro Álvarez es una entidad de población perteneciente al municipio de Tegueste, en la isla de Tenerife —Canarias, España—.

## Toponimia
El nombre del barrio proviene de Pedro Álvarez, gran propietario de tierras agrícolas situadas en la parte noreste del municipio en el siglo xvi.

## Características
Se encuentra situado en la parte alta del valle de Tegueste, asentándose gran parte del barrio sobre las estribaciones occidentales del macizo de Anaga, a unos tres kilómetros del centro municipal y a una altitud media de 612 m s. n. m.
Su situación geográfica hace que su orografía sea una combinación entre zonas de ladera más o menos abruptas, en las que se localizan bancales que permiten el desarrollo de la agricultura, y otras zonas de llano con una suave pendiente y que suelen estar ubicadas en la zona que constituye el núcleo central del barrio. Destacan dentro de su orografía varias formaciones montañosas cuya máxima altitud se encuentran entre los 800 y 900 metros, como son el Picacho del Roque, el Cabezo de las Torviscas y el Cabezo del Carcamal. También se encuentran aquí los barrancos de Blas Núñez, Escudero y de la Pasada. 
La zona del barrio inmersa en las montañas de Anaga conserva un monte de laurisilva, donde se encuentra el parque recreativo de La Quebrada. y el mirador de Zapata. Asimismo, Pedro Álvarez es una de las entradas secundarias al parque rural de Anaga, del que parte de la superficie de la localidad forma parte.
Se encuentra formado por los núcleos de Pedro Álvarez, El Lomo de Pedro Álvarez, El Palomar, Faria, La Cruz, Los Barriales y San Bernabé.
El barrio tiene un carácter eminentemente agrícola y ganadero, destacando los cultivos de viña y papas, que junto con los frutales y algunos castaños dan forma a sus paisajes. Otro cultivo que también tuvo importante presencia fue el trigo que junto con la ganadería ha ido desapareciendo paulatinamente.
El núcleo central de la actividad del barrio lo constituye la calle de El Medio, donde se localiza la iglesia del Sagrado Corazón de Jesús, consagrada al culto el 20 de marzo de 1988. La iglesia fue construida por iniciativa vecinal bajo las premisas del párroco Miguel Ángel Cedrés. Anteriormente, el barrio contaba con una pequeña ermita ubicada en la zona conocida como El Cantillo que se había ido quedando pequeña. Dicha ermita está edificada donde antes hubo una hornacina con la imagen del Sagrado Corazón de Jesús, desafortunadamente desaparecida. Tras la creación del nuevo templo, la ermita presta servicio como tanatorio.
Pedro Álvarez cuenta con un centro cultural, sede de distintos grupos y asociaciones del barrio, así como un lugar de ocio y recreo para los ciudadanos, los centros de enseñanza IES Tegueste y CEIP Melchor Núñez Tejera, plazas públicas, parques infantiles, instalaciones deportivas entre las que destaca la ciudad deportiva Los Laureles, así como bares, restaurantes y otros comercios. En el barrio se encuentran además el Centro Formación Profesional para el Empleo e Inserción Laboral, la Fundación Canaria para el Sordo-Funcasor, el Centro Medioambiental de Pedro Álvarez, el Centro de Innovación y Actualización Tecnológica y el Centro de Internamiento Para Menores Extranjeros de Tegueste.

## Demografía
| Año        | 2000  | 2001  | 2002  | 2003  | 2004  | 2005  | 2006  | 2007  | 2008  | 2009  | 2010  | 2011  | 2012  | 2013  |
| ---------- | ----- | ----- | ----- | ----- | ----- | ----- | ----- | ----- | ----- | ----- | ----- | ----- | ----- | ----- |
| Habitantes | 1.479 | 1.492 | 1.426 | 1.428 | 1.444 | 1.432 | 1.452 | 1.464 | 1.460 | 1.445 | 1.456 | 1.458 | 1.446 | 1.450 |

## Fiestas
Las fiestas patronales de Pedro Álvarez se celebran en honor al Sagrado Corazón de Jesús coincidiendo con el segundo fin de semana de agosto, siendo el sábado el día grande de las fiestas con la función y procesión de la imagen por las calles, así como la tradicional exhibición pirotécnica.
Aparte de las fiestas patronales hay otras celebraciones con gran tradición en el barrio como son las propias de Semana Santa, donde destaca la procesión del Lunes Santo con la imagen del Cristo de las Agonías y más recientemente la de Mª Santísima de los Dolores en su Soledad, talla realizada por el artista sevillano Juan Ventura y donada a la parroquia por sus padrinos en 1993; la festividad del Corpus Christi que se traslada en este barrio a la octava del Corpus y donde destacan las elaboradas alfombras que se realizan en la calle de El Medio desde 1974; y las fiestas navideñas con el portal viviente en la Misa del Gallo y el auto de los Reyes Magos.

## Comunicaciones
Se llega al barrio a través de la Carretera General a Punta Hidalgo TF-13 y de la Carretera de Las Canteras a Pedro Álvarez TF-141.

### Transporte público
En guagua queda conectado mediante las siguientes líneas de TITSA: 
| Línea | Trayecto                                            | Recorrido     |
| ----- | --------------------------------------------------- | ------------- |
| 050   | La Laguna - Tegueste - Bajamar - Punta del Hidalgo  | Horario/Línea |
| 051   | Circular La Laguna - Tejina - Tacoronte - La Laguna | Horario/Línea |
| 057   | Circular La Laguna - Tejina - Tacoronte - La Laguna | Horario/Línea |